# Home by the Sea
"Home by the Sea" (en castellano "Hogar Junto al Mar" o "La Casa a Orillas del Mar") es una suite de dos canciones del grupo inglés Genesis. La suite también está compuesta por la canción "Second Home By The Sea" (Segundo Hogar Junto al Mar o Segunda Casa a Orillas del Mar) y aparecen publicadas por primera vez en el álbum epónimo Genesis de 1983.
Las letras de la canción cuentan la historia de un ladrón que ingresa en una casa junto al mar y luego es perseguido por fantasmas dentro de la misma. En una entrevista del año 2001, Tony Banks (el creador de la canción) aclara que el ladrón es capturado por los fantasmas, quienes lo obligan a oír sus historias por el resto de su vida ("Déjanos revivir nuestras vidas con lo que te contamos"). Para la introducción en vivo de la canción, Phil Collins solía contar historias de espíritus y fantasmas, haciendo participar a toda la audiencia en las mismas.
Las dos canciones combinan los actuales elementos pop del grupo con otras características de su pasado progresivo. Interpretadas juntas, "Home by the Sea" y "Second Home by the Sea" tienen una duración de más de once minutos. Las dos secciones se encuentran grabadas en vivo en el álbum "The Way We Walk, Volume Two: The Longs de 1993 y una versión remasterizada aparece en el álbum compilatorio "Platinum Collection" de 2004.
En algunos países, la canción fue sencillo junto con un video musical para acompañarla. En este video aparecía el grupo interpretando la canción en vivo, la cual también aparece en los conciertos "The Mama Tour", "Genesis Live At Wembley Stadium" y "The Way We Walk". Más recientemente, ha sido interpretada en cada función de la gira "Turn It On Again 2007".
En una entrevista, Collins apuntó a la canción como un ejemplo de como la banda a menudo solía grabar las canciones sin tocar juntos como grupo: utilizando una batería electrónica, previamente grabada, como la base inicial; los miembros de la banda agregarían sus partes (tales como la voz o la guitarra) para asentarse como una canción en sí misma, y luego la graban en su versión final; agregando las partes reales de batería también.
En el Box-set 1983-1998 editado el 1° de octubre de 2007, el DVD del álbum Genesis posee un documental en donde se muestra como se llevaron a cabo las sesiones de grabación, filmado por el propio Collins. Allí, entre otras cosas, se puede ver como Tony Banks recita la letra de la canción (escrita por él mismo) mientras Collins la escribe para memorizarla. Posteriormente, se puede ver al propio Collins grabando su voz en la canción.
Muchos fanes de Genesis siempre eligen esta canción como una de las preferidas de toda la "Era Collins" en la historia de la banda. Home By The Sea/Second Home By The Sea se convirtió rápidamente en un clásico, siendo interpretada en vivo por la banda en absolutamente todas las giras posteriores a la aparición del disco "Genesis" en 1983.
- Datos: Q2304997